# Tunkhannock
Le borough de Tunkhannock est le siège du comté de Wyoming, dans le Commonwealth de Pennsylvanie, aux États-Unis. Lors du recensement de 2010, sa population s’élevait à 1 836 habitants.

## Source
- (en) Cet article est partiellement ou en totalité issu de l’article de Wikipédia en anglais intitulé « Tunkhannock, Pennsylvania » (voir la liste des auteurs).